# Satonnay aux fleurs
Pour les articles homonymes, voir Satonnay et Fleur.
Satonnay aux Fleurs est la marque commerciale d'un fromage fermier de lait de chèvre cru ayant la particularité d'être enrobé  de  pétales de fleurs. Cette marque appartient à la fromagerie Chevenet SARL installée à Hurigny, Saône-et-Loire en Bourgogne-Franche-Comté

## Description
C'est un fromage frais de lait cru de chèvre, enrobé d'herbes et de pétales de fleurs (foin, bleuets, rose, et badiane). 
Il est transformé et emballé dans les ateliers de Chevenet SARL, un des chefs de file européens de la production de fromages de chèvre fermier.
La marque Satonnay est également exploitée pour des déclinaisons de son fromage frais aromatisées au citron, poivre vert, truffe, olive, pétales de rose, épices mexicaines et pétales de bleuet.

## Provenance des produits agricoles
Le lait transformé pour l'élaboration du fromage de cette marque est produit par les 2000 chèvres de la SCEA de la Baratte filiale de Chevanet SARL. Cette exploitation agricole se trouve au lieu-dit Satonnay, commune de Saint-Maurice-de-Satonnay.